# Nineta abunda
Nineta abunda är en insektsart som beskrevs av C.-k. Yang och X.-k. Yang 1989. Nineta abunda ingår i släktet Nineta och familjen guldögonsländor. Inga underarter finns listade i Catalogue of Life.